# ちあき哲也
ちあき 哲也（ちあき てつや、本名:小林 千明（こばやし ちあき）、1948年6月11日 - 2015年5月10日）は、神奈川県藤沢市出身の作詞家。別名:千明 哲也（ちあき てつや）。

## 略歴
関東学院大学卒業後、浜口庫之助に師事。作品を認められ、作詞家デビュー。在学中に「女の旅路」（歌：いとのりかずこ）を作ったことはあったが、1972年（昭和47年）の「黄色い麦わら帽子」（歌：松崎しげる）がデビュー作。
2007年に『吾亦紅』（歌：すぎもとまさと）で日本レコード大賞作詞賞を受賞。2008年に第16回スポニチ文化芸術大賞優秀賞を受賞。
2013年7月17日 ちあき哲也・杉本眞人コンビ作品集CD『すぎもとまさと Meets ちあき哲也』発売。
胆管がんで闘病していたが、2015年5月10日午前9時18分に東京都内の病院で死去。66歳没。生涯独身であった。
同年、第57回日本レコード大賞・特別功労賞が贈られた。

## 主な楽曲

### あ行
- 五十嵐浩晃
  - 愛は風まかせ
  - ミルク・レディ
  - ペガサスの朝
  - ディープ・パープル
  - 想い出のサマーソング
  - 朝のシルエット（補作詞：豊田せりか）
  - Because
- 石井明美
  - Joy
- いとのりかずこ
  - 女の旅路
- 因幡晃
  - 忍冬
- 岩崎宏美
  - 愛よ、おやすみ
  - おしゃれな感情
  - 砂の慕情
  - サマー・グラフィティ（千明哲也名義）
  - ケン待っててあげる（千明哲也名義）
  - 平行線
- 太田裕美
  - ガラスの世代
- 置鮎龍太郎
  - COME ON

### か行
- 甲斐バンド
  - Funky New Year
  - ジェシー
- 影山ヒロノブ
  - 99% I LOVE YOU
- 柏原芳恵
  - ベイエリア・ホテル
- 門倉有希
  - ノラ
  - カトレア
- 狩人
  - 国道ささめ雪
- キャンディーズ
  - 卒業
- 佳山明生・貴美
  - 泣きながら夢を見て
- 杏真理子
  - 雪わり草
- 北川大介
  - やぐるま岬
- 木下結子
  - ノラ（門倉有希がカバー）
- 香坂みゆき
  - 愛よおやすみ（岩崎宏美のカバー）
- 近藤真彦
  - ヨイショッ!

### さ行
- 彩恵津子
  - Reach Out
- 西城秀樹
  - カラパナ・ルナ（It's You）
  - うたかたのリッツ（約束の旅 〜帰港〜 収録曲）
- 酒井ゆきえ
  - すてきな感情
- しばたはつみ
  - とりあえずX・T・C（エクスタシー）
- 少年隊
  - 仮面舞踏会
- 庄野真代
  - 飛んでイスタンブール
  - モンテカルロで乾杯
- すぎもとまさと
  - 吾亦紅
  - Thanks～さらば、よき友～
  - くぬぎ
  - 銀座のトンビ
  - 曙橋 ～路地裏の少年～
  - 元禄花見踊り
  - 薔薇のオルゴール
- 瀬川瑛子
  - 煌めきたいの
- 芹洋子
  - 初恋の風車
  - 初恋のデッサン

### た行
- ちあきなおみ
  - かもめの街
  - 十六酔いフラッパー（いざよいフラッパー）
- チェウニ
  - 冬のひまわり
- チョン・ソヒ
  - 片隅のシネマ
  - TOKYO異邦人
- テレサ・テン
  - 一夜だけのスイング
  - 黒いショール
  - 冬の階段

### な行
- 永井裕子
  - 山鳩の啼く町
  - ソーラン家なき子
- 中原理恵
  - 横浜ブギウギ娘
  - シェイク・シェイク…
- 西崎みどり
  - 生まれかわれるものならば

### は行
- 浜圭介
  - 誘蛾灯
- 范文雀
  - さすらいのバロック
- 日野美歌
  - 六本木バツイチ

### ま行
- 松尾雄史
  - くちなし慕情
- 松崎しげる
  - 黄色い麦わら帽子
- マルシア
  - Yours〜時のいたずら〜
  - カッコウ・ホテル
- 美川憲一
  - 一番列車の女
  - 双子座生まれ
- 美空ひばり
  - みれん酒
- 森川美穂
  - 姫様ズーム・イン

### や行
- 矢沢永吉
  - YES MY LOVE
  - TAKE IT TIME
  - 止まらないHa〜Ha
  - ミスティ misty
  - WITHOUT YOU
  - JEALOUSY
  - ROCK ME TONIGHT
  - ROCK YOU HIGH
  - M 3/4
  - EBB TIDE
  - WHY YOU…
  - このまま…
  - あの夜…
  - グッド・タイム・チャーリー
  - BALL AND CHAIN
  - YOKOHAMA二十才まえ
  - 光に濡れて
  - さまよい
  - 傘
  - YOKO
  - 馬鹿もほどほどに
  - Let's Make Love Tonight
  - 少年・パートIII
  - Lookin' Back
  - GET UP
  - し・ん・く
  - CITY LIGHTS
  - DANCING ON THE BEACH
  - BIG BEAT
  - 魅惑のメイク
  - But No
  - Rambling Rose
  - センチメンタル・コースト
  - Please,Please,Please
  - ピ・ア・ス
  - SEPETEMBER MOON
  - Good Bye
  - ラスティン・ガール
  - 罪なデマ
  - ROCK YOU HIGH
  - シーサイド#9001
  - HOLD ON BABY
  - NO NO NO
  - NETTAIYA(熱帯夜)
  - LAHAINA
  - 風芝居
  - BELIEVE IN ME
  - 回転扉
  - YOU
  - パナマに口紅
  - ハートなんてクソくらえ
  - GO FOR IT! (やっちまえ!)
  - 向日葵
- 山口百恵
  - ワン・ステップ・ビヨンド
  - E=MC2（両楽曲とも『メビウス・ゲーム』収録）
- 湯原昌幸
  - 柚子
- 由紀さおり
  - やりなおしたいの
  - トーキョー・バビロン
  - たそがれタペストリー
- 由美かおる
  - あこがれ

### わ行
- 渡辺徹
  - 気になるあいつ
- 渡哲也
  - ほおずき
  - 青春ばんから
  - 北海峡